# سوزی آمیس
سوزان الیزابت «سوزی» آمیس کامرون (انگلیسی: Susan Elizabeth "Suzy" Amis Cameron؛ زادهٔ ۵ ژانویهٔ ۱۹۶۲) هنرپیشه اهل ایالات متحدهٔ آمریکا است. او بین سال‌های ۱۹۸۴ تا ۱۹۹۹ میلادی فعالیت می‌کرد.

## بخشی از فیلم‌شناسی
فهرست برخی از فیلم‌هایی که سوزی آمیس در آن‌ها به ایفای نقش پرداخته‌است:
- میامی وایس (مجموعه تلویزیونی)
- فانداگو (۱۹۸۵)
- شهر بزرگ (۱۹۸۷)
- لباس ساده (۱۹۸۸)
- موشک جبل طارق (۱۹۸۸)
- گردباد (۱۹۸۹)
- جایی که قلب آنجاست (۱۹۹۰)
- عشق گرانبها (۱۹۹۲)
- تماشا کنید (۱۹۹۳)
- تصنیف جو کوچولو (۱۹۹۳)
- دو بدن کوچک (۱۹۹۳)
- منفجر شده (۱۹۹۴)
- نادجا (۱۹۹۴)
- مظنونین همیشگی (۱۹۹۵)
- مزرعه کادیلاک (۱۹۹۶)
- اکس (۱۹۹۷)
- تایتانیک (۱۹۹۷)
- آخرین ایستادگی در رودخانه صیبر (۱۹۹۷)
- طوفان آتش (۱۹۹۸)
- آخرین داوری (۱۹۹۹)